# Флаг Рио-де-Жанейро
Флаг бразильского города Рио-де-Жанейро был учреждён 8 июля 1908 года.

## История
Флаг был принят 8 июля 1908 года и с тех пор мало изменился. Некоторые изменения были внесены в период с 1960 по 1975 год, когда муниципалитет 
Рио-де-Жанейро был известен как штат Гуанабара.

## Описание
Флаг города Рио-де-Жанейро или флаг Святого Себастьяна Рио-де-Жанейро представляет собой прямоугольное полотнище белого цвета с синим андреевским крестом.
В центре расположен герб города в красном цвете, занимает одну шестую часть общей площади флага.
Геральдические цвета герба на щите отличаются от традиционного герба, у которого есть лазоревое поле, золотая армиллярная сфера, пересечённая тремя золотыми 
стрелами Святого Себастьяна и красный фригийский колпак. По обе стороны герба расположены щитодержатели — красные дельфины с хвостами, увенчанными ветвями лавра и дуба. Щит венчает красная пятибашенная корона.
Синий и белый цвета флага символизируют португальское происхождение города, это были традиционные цвета португальской монархии, принятой 
начиная с создания графства Португалии в 1097 году. 
Красный цвет на флаге Рио-де-Жанейро символизирует кровь, пролитую Святым Себастьяном, покровителем города, также кровь, пролитую основателем города 
Эштасиу ди Са и ранними поселенцами Рио-де-Жанейро.